# Lili Goret
Lili Gorett (25 de abril de 1989, Ciudad de México, México), conocida artísticamente como Lili Goret, es una actriz mexicana de series telenovelas.

## Carrera
Actualmente protagonista "Agente Martínez" de la serie Login transmitida por Telehit así como a más de 40 países 
Año 2015 -2016 serie (logout) proyecto ganador de 5 premios smart en N.Y.
Su primera aparición en la película de Fernando Sariñana señor pánico (Spam) en la televisión fue en 2007, haciendo una participación especial/estelar como actriz invitada en la serie ¿Y ahora qué hago? protagonizada por el actor y conductor Adal Ramones, apareciendo en el episodio que lleva por nombre «Boobies o no boobies... esa es la cuestión.»
En 2008 interpreta a Ivana Lazcano Cassis en la telenovela Juro que te amo, donde hace de villana secundaria que al final de la trama se vuelve buena. En esta versión de Los parientes pobres producida por Mapat es hija de la antagonista principal de la historia, interpretada por Cecilia Gabriela en el papel de la malvada Leonora Cassis de Lazcano.
En 2010 aparece en la telenovela producida por Angelli Nesma Llena de amor, nueva versión de Mi gorda bella donde hace el papel de Carolina.
En 2011 nuevamente Mapat la confirma para interpretar a Verónica Galindo Cortázar en Ni contigo ni sin ti  donde hace el papel de hija de la coprotagonista Leonor Cortázar interpretada por Sabine Moussier, el papel de Verónica es de una muchacha que siempre está en conflicto con su madre ya que, según ella, Leonor coquetea con sus amigos y "novios". Su interés en José Carlos Rivas Olmedo la hace siempre estar alerta e insegura, especialmente con su madre.

## Filmografía
| Año  | Serie                 | Personaje  | Cadena   |
| ---- | --------------------- | ---------- | -------- |
| 2019 | Cuna de lobos         | Isela      | Televisa |
| 2021 | Luis Miguel: la serie | Lili Goret | Netflix  |

| Año       | Telenovela           | Personaje                                                   | Cadena   |
| --------- | -------------------- | ----------------------------------------------------------- | -------- |
| 2008-2009 | Juro que te amo      | Ivana Lazcano Cassis                                        | Televisa |
| 2010      | Atrévete a soñar     | Lili Goret (Ella misma)                                     | Televisa |
| 2010      | Llena de amor        | Carolina                                                    | Televisa |
| 2011      | Ni contigo ni sin ti | Verónica Galindo Cortázar                                   | Televisa |
| 2013      | La rosa de Guadalupe | "Buenas Noticias" - "Erika, jugar con muñecas" - "Gabriela" | Televisa |
| 2014-2015 | Logout               | Agente Mónica Martínez                                      | Televisa |
| 2014-2015 | Login                | Inspector Mónica Martínez                                   | Televisa |

| Año  | Serie de TV        | Personaje             | Cadena   |
| ---- | ------------------ | --------------------- | -------- |
| 2007 | ¿Y ahora qué hago? | Ella misma/1 episodio | Televisa |
| 2008 | Hasta El Hoyo      | Anfitriona            | Televisa |

## Premios y nominaciones

### Premios TVyNovelas
| Año  | Categoría               | Telenovela           | Resultado |
| ---- | ----------------------- | -------------------- | --------- |
| 2012 | Mejor actriz revelación | Ni contigo ni sin ti | Nominada  |